# Arroz de Baraggia
El arroz de la Baraggia biellesa y vercellesa (en italiano, riso di Baraggia Biellese e Vercellese) es una denominación de origen italiana que protege el arroz cultivado y producido en las provincias de Biella y Vercelli, en el Piamonte. Obtuvo este reconocimiento en agosto de 2007.
Comprende las comunas de Albano Vercellese, Arborio, Balocco, Brusnengo, Buronzo, Carisio, Casanova Elvo, Castelletto Cervo, Cavaglià, Collobiano, Dorzano, Formigliana, Gattinara, Ghislarengo, Gifflenga, Greggio, Lenta, Massazza, Masserano, Mottalciata, Oldenico, Rovasenda, Roasio, Salussola, San Giacomo Vercellese, Santhià, Villanova Biellese y Villarboit.